# Lietuvos rytas
«Летувос ритас» (лит. Lietuvos rytas, «Утро Литвы») — общественно-политическая ежедневная общенациональная газета Литвы, выходящая с 1990 года в Вильнюсе. Издаёт общество „Lietuvos ryto bendrovė“. Сначала выходила пять дней в неделю, с 2004 года — шесть раз в неделю. Освещает вопросы экономики, политики, спорта, искусства, культурной жизни в Литве и за рубежом.
В 1990—1996 годах выходил еженедельный вариант газеты на русском языке под названием «Летувос ритас» (с 1995 года два раза в неделю; редактор Владимир Иванов).
В качестве приложений выходят издания „Mes“ (с 1995 года), „TV antena“ и „Stilius“ (с 1997 года), „Krepšinis“ (с 1998 года). Имеется интернетный вариант lrytas.lt (редактор Л. Дапкус). В газете работает 180 журналистов, в том числе штатные корреспонденты в Берлине, Варшаве, Москве, Париже, Риме.
Редактор и один из учредителей общества Гедвидас Вайнаускас. Тираж 54 700 экземпляров, по субботам 160 000 экземпляров (2007).